# Guillem Arbós
Guillem Arbós (Mallorca, s. XIX) Sabater, sindicalista i internacionalista mallorquí.
Militant republicà, va ser un dels components del primer grup de treballadors, clarament obreristes, que el 1869 organitzaren el Centre Federal de Societats Obreres de Palma, que aviat tendria un caire internacionalista. L'any següent, ingressà a l'Aliança de la Democràcia Socialista, grup bakuninista clandestí. El 1870 també és esmentat com a membre del consell de redacció de "El Obrero", setmanari fundat per Francesc Tomàs el novembre de 1869.Director de la revista La Revolución Social(1871), fou membre del Consell Local de Societats Obreres, on intentà imposar els principis bakuninistes i representà la societat obrera de sabaters de Palma en el II Congrés de sabaters (Maó, 1872). Posteriorment, va esser un dels fundadors de la Unió Obrera Balear (1881) i col·laborà en el periòdic Unión Obrera Balear. Capdavanter de la federació local de Palma, de la Federació de Treballadors de la Regió Espanyola –FTRE-. Tengué un paper fonamental en la creació de l'Ateneu Obrer Mallorquí (1890).